# Любовь за любовь (фильм)
«Любовь за любовь» — российский 4-серийный фильм режиссёра Сергея Ашкенази, снятый по мотивам романа «Нетерпение сердца» Стефана Цвейга. Премьера состоялась 17 апреля 2013 года на Первом канале.

## Сюжет
Российская империя. Весна 1914 года, незадолго до Первой мировой войны.
Поручик Александр Николаевич Григорьев прибывает служить в Уланский полк, стоящий в уездном городке, здесь он знакомится с коммерции советником Павлом Сергеевичем Стаховским. Молодой поручик становится частым гостем в его усадьбе, где у него завязываются отношения с дочерью Стаховского Лерой, прикованной к инвалидному креслу, и её кузиной Ниной.

## В ролях
- Максим Матвеев — Александр Григорьев, поручик
- Сергей Шакуров — Павел Сергеевич Стаховский, советник
- Ирина Виноградова — Лера Стаховская, его дочь
- Анна Пескова — Нина, его племянница
- Алексей Гуськов — Владимир Михайлович Долин, доктор
- Михаил Пореченков — полковник
- Владимир Машков — ротмистр
- Григорий Кофман — аптекарь
- Валерий Афанасьев — заседатель
- Алексей Секирин — Пронилов
- Алексей Ярмилко — дворецкий
- Михаил Гуро — Иван, денщик Григорьева
- Наталия Курдюбова — Мария Долина, жена доктора
- Алексей Варущенко — Орлов
- Александр Слободяник — Милошевский, пианист
- Пётр Нестеров — Берг, капитан
- Георгий Николаенко — Петро, трактирщик
- Евгений Бакалов — генерал
- Алексей Белоус — писарь
- Вадим Ракитин — штабс-капитан

## Съёмки
Съёмки велись в подмосковной усадьбе «Середниково» и у Крутицкого подворья.
Также некоторые сцены (интерьер трактира, где гуляют офицеры, вокзал, где Александр Григорьев встречается с доктором Долиным, а также кабинет самого Долина) снимались в усадьбе «Покровское-Стрешнево».

## Отличия от романа
Фильм снят по мотивам романа «Нетерпение сердца» Стефана Цвейга. Место действия перенесено из Австро-Венгрии в Российскую империю, изменён характер главной героини и финал романа.
С точки зрения соответствия роману наиболее спорным — и по отзывам на зрительских форумах, и по актёрскому решению — оказался в экранизации образ главной героини Леры: если в романе главная героиня — это экзальтированный незрелый подросток, то в фильме:

Лера предстаёт уже юной женщиной, скорее похожей не только внешне на инфернальниц Достоевского. Она попеременно выглядит то бесконечно красивой, то отталкивающей, почти сознательно вовлекает нерешительного поручика в водоворот собственной страсти. В классической экранизации такая кардинальная «перелицовка» образа главной героини, возможно, показалась бы неправомерной. Но в телеадаптации «по мотивам», да ещё подкреплённая яркой игрой актрисы, она даже обогащает сюжет — и делает более убедительным и драматичным кардинально измененный авторами финал истории. 
По словам режиссёра, он двадцать лет мечтал экранизировать этот роман Цвейга, сценарий долго писался, потом переписывался, и, по его словам: «Цвейг не пострадал».
Однако критик негативно оценил механический перенос действия романа из одной страны в другую, культуры и жизненные уклад которых совершенно различны:

Ничего не ведомо о страданиях по этому поводу покойного австрийского классика, но зрители Первого канала точно настрадались. Не только от сомнительных, слезоточивых коллизий телемелодрамы, но от непонимания того, почему эта австро-венгерская история перенесена на русско-украинскую почву. Очень хорошие актёры Сергей Шакуров, Михаил Пореченков, Алексей Гуськов, Максим Матвеев, а также невесть откуда и зачем взявшийся в крошечном эпизоде Владимир Машков стараются оправдать австро-венгерские обстоятельства, «надетые» на ситуацию Восточной Украины, как обозначают в анонсах место действия мелодрамы. Но чем больше стараются, тем несуразнее получается.— А. К. - Настрадались // Литературная газета, № 17 (6413), 24 апреля 2013

## Критика
Зрительская аудитория (особенно её львиная — женская часть) уже сыта по горло современными кухонно-офисными мелодрамами. А тут — костюмная мелодрама из роскошной эпохи модерн, с её эфемерностью и надрывностью чувств. А главное — многим продвинутым зрителям знакомый с юношеской поры пронзительный любовный сюжет Цвейга, полный не по-сериальному тонких психологических извивов. Телефильм, как и роман Цвейга, держится на тонко выписанной канве человеческих отношений, на психологически достоверных нюансах чувств, которых порой так не достает в современных телемелодрамах. И тут нельзя не отметить достойную операторскую работу, давшую актёру возможность на многочисленных и длительных крупных планах (характерных скорее для кино, а не для телефильмов) отразить сложную партитуру чувств своего героя.— «Детектор медиа»

## Призы и фестивали
- Главный приз на кинофестивале «Бригантина» (2013) в номинации «За лучший сериал».
- Финалист на кинопремию АПКиТ (2014) в категории «Лучший телевизионный фильм (1-4 серии)».[4]